# Renato Parascandolo
Renato Parascandolo (Napoli, 26 settembre 1945) è un giornalista, autore televisivo e saggista italiano.
Fu Direttore di Rai Educational (1998-2002) e Presidente di Rai Trade (2007-2011), curatore della Enciclopedia Multimediale delle Scienze Filosofiche e del Dizionario d'ortografia e di pronunzia della lingua italiana in versione digitale.

## Biografia
Ha trascorso la vita professionale nel Servizio pubblico radiotelevisivo a partire dal 1967. Per la RAI ha ideato e diretto numerosi programmi televisivi e opere multimediali. 
Membro del Comitato scientifico dell’Istituto Italiano per gli Studi Filosofici, del Comitato di presidenza dell’Associazione Articolo 21 e del Comitato direttivo di Eurovisioni,  dal 1998 al 2002 ha rappresentato la RAI nel Consiglio Scientifico dell’Istituto dell'Enciclopedia Italiana. Ha fatto parte del Comitato tecnico-scientifico del Ministero dell’università e della ricerca per la diffusione della cultura scientifica (2006-2008). Ha tenuto corsi di Sociologia dei mezzi di comunicazione di massa nelle Università di Siena (1998); Lumsa (2002); Università Roma 3 (2003); Università Federico II (2005); Università La Sapienza (2008).
Insieme con l’Avv. Gerardo Marotta ha promosso la redazione dell’Appello per la filosofia rivolto ai parlamenti e governi del mondo «perché venga introdotto a pieno titolo, in tutte le scuole lo studio della filosofia nel suo corso storico e nella sua connessione con le scienze».

## Programmi televisivi
Dopo l'esordio radiofonico, con La follia della ragione (1969), un documentario sugli ospedali psichiatrici, progetta, con Raffaele Siniscalchi, Cronaca, una rubrica televisiva di giornalismo d’inchiesta sociale, in onda su Rai2, firmata collegialmente dal Nucleo Ideativo-Produttivo (NIP) della RAI e dai protagonisti oggetto dell’inchiesta (1974-1984). Dal 1976 al 1981, è autore e curatore, insieme ad altri, di Prima pagina, una rubrica di RAI 2 sul funzionamento degli apparati dell’informazione e del sistema mondiale dei media. Nel 1985 è autore di Che cos’è la normalità? un’inchiesta in tre puntate sul concetto di “norma” nell’etica, nella scienza e nel diritto, affidata ad autorevoli personalità della cultura, premi Nobel e psicoanalisti. È ideatore de La Storia siamo noi, un programma televisivo di approfondimento storico, del quale è curatore dal 1998 al 2002, e di MediaMente, il primo programma televisivo di alfabetizzazione informatica (1994-2002).

## Opere multimediali
Nel 1987 progetta per la RAI l’Enciclopedia Multimediale delle Scienze Filosofiche, di cui è attualmente il curatore, con la direzione scientifica dell’Istituto Italiano per gli Studi Filosofici (IISF), il patrocinio dell’UNESCO e del Consiglio d’Europa, e con il sostegno ideale e intellettuale di Gerardo Marotta, fondatore dell’Istituto: l’Enciclopedia comprende circa 2.000 interviste-lezioni televisive a filosofi, storici, economisti, scienziati e uomini di cultura di 35 paesi. Tra questi: Louis Althusser, Karl-Otto Apel, Norberto Bobbio, Remo Bodei, Fernand Braudel, Noam Chomsky, Maria Corti, Ralph Dahrendorf, Donald Davidson, Jacques Derrida, Michael Dummett, Paul Feyerabend, Hans-Georg Gadamer, John Kenneth Galbraith, Eugenio Garin, Ernst Gombrich, Hans Jonas, Jacques Le Goff, Claude Lévi-Strauss, Karl Popper, Ilya Prigogine, Hilary Putnam, Paul Ricoeur, Manfred Riedel, Emanuele Severino, Amartya Sen, Jean Starobinski Tzvetan Todorov, Imre Toth, Harald Weinrich.
La messe d’interviste e materiali raccolti, ed opportunamente elaborati, per l’Enciclopedia Multimediale delle Scienze Filosofiche si è tradotta in numerose serie di VHS, DVD E CD-ROM, tra le quali si ricordano Le radici del pensiero filosofico, Il pensiero indiano, Filosofia e attualità (Rai-Treccani) ; Le rotte della filosofia (Rai-Paravia);  Il Cammino del pensiero e Il Dibattito delle idee (Rai-Corriere della Sera); Hans Georg Gadamer, Il cammino della filosofia, Karl R. Popper, La ricerca non ha fine (Rai Trade).
Sempre in collaborazione con l’IISF e l’UNESCO, dal 1995 al 2002, realizza Mondo3, per un museo digitale dell’Uomo.
Progetta e dirige La Rai à la carte (1999-2002), rendendo fruibili sul canale satellitare di Rai Educational – previa richiesta sul portale della RAI – oltre mille programmi culturali; in seguito i programmi saranno disponibili direttamente in rete con l’attivazione del progetto La Rai per la cultura (2009), un’anticipazione dell’attuale RaiPlay. 
È autore del progetto di Rai Libro per la diffusione del libro di qualità (2000-2002).
Progetta e dirige il Portale dell’arte, della cultura e della storia della Regione Campania (2004-2010).
Ha ideato Le Mostre impossibili (2003-oggi), un progetto ispirato alle riflessioni di André Malraux e Walter Benjamin che presenta l’opera completa dei grandi pittori italiani del Rinascimento, mediante riproduzioni ad altissima risoluzione, nelle stesse dimensioni degli originali.
È curatore della versione digitale del Dizionario d’Ortografia e Pronunzia della lingua italiana in versione digitale (1999-oggi).

## Progetti per la scuola
Autore e curatore di Mosaico, una mediateca per le scuole (1998-2002), comprendente settemila unità audiovisive a disposizione degli insegnanti. 
Autore e curatore di Rai Lab (1998-2002), il primo esperimento di e-learning nella scuola pubblica, in collaborazione con il MIUR, per la formazione e l’aggiornamento a distanza dei docenti delle scuole superiori.
Autore e curatore con Sergio Siminovich di Verdincanto  (2001): il primo Massive flash mob di canto corale, con la partecipazione di 8 000 studenti, convenuti con gli insegnanti al Palazzo dello Sport di Roma; sarà premiato dal Guinness World Record 2002 come il più grande concerto del mondo a quattro voci. (Nel 2016 l’iniziativa sarà riproposta col titolo La piazza incantata in Piazza del Plebiscito a Napoli con la partecipazione di 13 000 studenti provenienti da 61 provincie italiane). 
Nel 2009 realizza il progetto L’Universo della Conoscenza, una Web TV didattica nella quale confluiscono materiali dell’Enciclopedia Multimediale delle Scienze Filosofiche e delle Teche Rai, organizzati secondo le esigenze delle Università e delle scuole superiori. 
Nel 2010 progetta e cura la realizzazione de L’opera misteriosa, un gioco a premi nato per promuovere nei giovani la conoscenza del patrimonio artistico della Regione Campania. 
Dal 2015, per l'Associazione Articolo 21, in collaborazione con il Ministero dell’Istruzione, l’Associazione Italiana Costituzionalisti, la RAI e la FNSI, cura la realizzazione di concorsi per gli studenti delle scuole secondarie sul diritto all’informazione;  sul diritto alla conoscenza e di contrasto all'analfabetismo funzionale;  sul compito istituzionale (“mission”) del servizio pubblico radiotelevisivo

## Opere

### Saggistica
- Televisione e ricerca sociale, CNR, Roma, 1980
- Appunti sul lavoro di fabbrica, Franco Angeli, Milano, 1981
- Mondo 3, per un museo dell’uomo digitale, Telema, Fondazione Ugo Bordoni, Roma 1996
- Scienza e informazione (AA.VV., a cura di Jader Jacobelli), Laterza, Roma-Bari 1997
- L’inchiesta televisiva e il suo declino, Gulliver, Roma, 1998
- La televisione oltre la televisione, Editori Riuniti, Roma, 2000
- Napoli e i suoi tesori (con introduzione di Gerardo Marotta), Editalia, Roma, 2002.
- Le mostre impossibili: l’opera d’arte nell’epoca della sua riproducibilità digitale, Firenze University Press, Firenze, 2011
- Le televisioni di Massimo Fichera (AA.VV., a cura di Alberto Abruzzese, Guido Barlozzetti, Monica Bartocci), Rai Eri, Roma, 2013
- Internet: opinione di massa ed economia del gratis, su “Key4biz”, 2021

## Riconoscimenti
- 1978 – Premio della critica televisiva per il giornalismo d’inchiesta
- 2000 – Premio “Saint Vincent” presieduto da Jader Jacobelli per la direzione di Rai Educational
- 2001 – Vincitore del “Compasso d’oro” della Triennale di Milano per la serie televisiva “Storia del design italiano”
- 2011 – Premio “Capo d’Orlando” per la comunicazione multimediale
- 2011 – Premio “Sele d’oro” per la promozione culturale del Mezzogiorno
- 2011 – Premio “Labore civitatis” come riconoscimento alla carriera